# Kurt Hensel
Kurt Hensel (ur. 29 grudnia 1861 w Królewcu, zm. 1 czerwca 1941 w Marburgu) – niemiecki matematyk.

## Życiorys
Spokrewniony z rodziną Mendelssohn-Bartholdy. Jego dziadkiem od strony ojca był Wilhelm Hensel a babką Fanny Hensel z domu Mendelssohn. Mąż Gertrudy Hahn – córki przemysłowca Alberta Hahn i siostry pedagoga Kurta Hahn. Ojciec czterech córek (Ruth, Lilii, Marii i Charlotty) oraz Alberta Hensela – prawnika, specjalizującego się w prawie podatkowym.
Uczeń Leopolda Kroneckera, profesor uniwersytetów w Berlinie i Marburgu. Zajmował się teorią liczb i algebrą. Opisał liczby p-adyczne. Wydawał czasopismo „Journals fuer reine und angewandte Mathematik”.

## Publikacje Hensela
- Arithmetische Untersuchungen über Diskriminanten und ihre außerwesentlichen Teiler' rozprawa doktorska z 1884.
- Über eine neue Begründung der Theorie der algebraischen Zahlen, wyd. 1899.
- Theorie der algebraischen Funktionen einer Variabeln und ihre Anwendung auf algebraische Kurven und Abelsche Integrale (wraz z Georgiem Landsbergiem), Lipsk 1902.
- Theorie der algebraischen Zahlen, Lipsk 1908.
- Zahlentheorie Göschen, Berlin 1913.